# ملاصقة سطح البحر

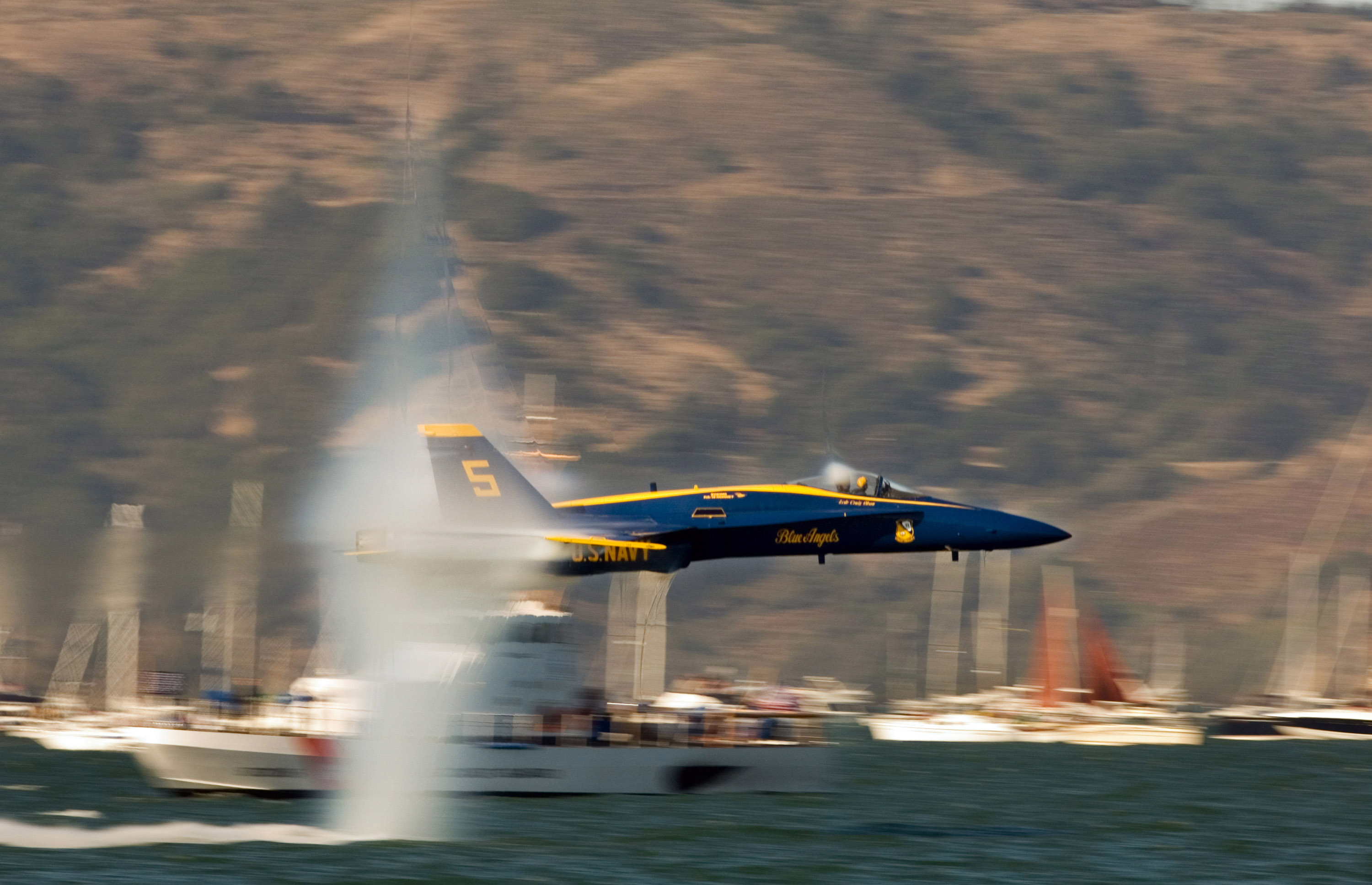

ملاصقة سطح البحر هي تقنية تستخدم من قبل العديد من الصواريخ المضادة للسفن لتتفادى الاكتشاف من قبل الرادار وأجهز الأشعة تحت الحمراء أثناء الاقتراب من الهدف. تحلق الصواريخ التي تستخدم هذه التقنية بارتفاعات منخفضةـ عادة أدنى من 50 متر وأحيانا بارتفاع لا تزيد عن 5 متر عن سطح البحر.